# Station Żyglin Wąskotorowy
Station Żyglin Wąskotorowy is een spoorwegstation in de Poolse plaats Miasteczko Śląskie (Żyglin-Żyglinek).